# Apollon Limassol
Apollon Limassol (gr. Απόλλων Λεμεσού, Apolon Lemesu) – cypryjski wielosekcyjny klub sportowy z siedzibą w Limassol, założony 14 kwietnia 1954, posiadający sekcję: piłkarską (męską), koszykarską (męską) i siatkarską (żeńską).

## Historia
Po przyjęciu w poczet członków Cypryjskiego Związku Piłki Nożnej, 16 października 1955 klub został przydzielony do tamtejszej II ligi. W pierwszym roku oficjalnej gry w lidze cypryjskiej Apollon rozegrał osiem spotkań i wszystkie przegrał. Przed rozpoczęciem następnego sezonu (1956–1957) w szeregach rywala zza miedzy – AEL-u Limassol nastąpił kryzys, co spowodowało, że wielu graczy przeszło do Apollonu. Nie było niespodzianką, że klub zajął 1. miejsce w II lidze, wygrał baraże i awansował do Division A, a od 1957 nieprzerwanie gra w tej klasie rozgrywkowej.
Przez kilka lat klub utrzymywał się w środku tabeli, grając bez większych sukcesów. W 1965 zagrał w finale krajowego pucharu, przegrywając 1:5 z Omonia Nikozja. Rok później ponownie znalazł się w finale tych rozgrywek, tym razem pokonując 4:2 Nea Salamina Famagusta.
W 1967 Apollon znów wygrał puchar, pokonując w finale Alki Larnaka 1:0. Od tamtego czasu kibice musieli czekać 15 lat na kolejny triumf klubu. W 1982 Apollon znów walczył o puchar kraju, ale przegrał w finale z AC Omonia po rzutach karnych. Ten mecz zapoczątkował jednak dobry okres dla zespołu. W ostatnich 25 latach Apollon wygrał ligę 3 razy (1991, 1994, 2006), zdobył 5 razy Puchar Cypru (1966, 1967, 1986, 1992, 2001) i 6 razy był finalistą tych rozgrywek (1965, 1982, 1987, 1994, 1995, 1998)
W 2006 Apollon wygrał mistrzostwo kraju, będąc przy tym jednym niepokonanym w rozgrywkach ligowych klubem w Europie; nie przegrał żadnego z 30 ostatnich spotkań w lidze (od 12 marca 2005 do końca sezonu 2005/06).

## Sukcesy
- Mistrzostwo Cypru (4): 1991, 1994, 2006, 2022
- Puchar Cypru (9): 1966, 1967, 1986, 1992, 2001, 2010, 2013, 2016, 2017
- Superpuchar Cypru (1): 2006

## Polacy w Apollonie
- Krzysztof Adamczyk
- Łukasz Sosin: 2002-2006
- Radosław Michalski: 2005-2006
- Paweł Sibik: 2002-2004, 2005-2006
- Eugeniusz Ptak: 1989-1992
- Stefan Majewski: 1988-1989
- Jerzy Engel
- Kamil Kosowski: 2008-2010
- Arkadiusz Piech: 2016-2017